# Kreuz Bernburg
Het Kreuz Bernburg is een knooppunt in de Duitse deelstaat Saksen-Anhalt.
Op dit klaverbladknooppunt ten westen van het stadje Bernburg kruist de A14 (Maagdenburg-Leipzig) de A36 vanaf Dreieck Nordharz die aan de oostkant van het knooppunt overgaat in de B6 naar Bernburg.

## Richtingen knooppunt
| Aansluitende wegen                                | Aansluitende wegen                 | Aansluitende wegen                       | Aansluitende wegen | Aansluitende wegen |
| ------------------------------------------------- | ---------------------------------- | ---------------------------------------- | ------------------ | ------------------ |
|                                                   |                                    | richting Maagdenburg / Hannover          |                    |                    |
|                                                   |                                    |                                          |                    |                    |
| richting Aschersleben / Bad Harzburg Braunschweig | richting Bernburg (Saale) / Köthen |                                          |                    |                    |
|                                                   |                                    |                                          |                    |                    |
|                                                   |                                    | richting Halle (Saale) / Leipzig Dresden |                    |                    |